# جورج بنکس (بازیکن بسکتبال)
جورج بنکس (انگلیسی: George Banks؛ زادهٔ ۹ اکتبر ۱۹۷۲) بازیکن بسکتبال اهل ایالات متحده آمریکا است.